# Kalmoes
Kalmoes (Acorus calamus) is een vaste moerasplant uit de kalmoesfamilie. De plant heeft een stevige, lange wortelstok met zachte wortels. De wortelstok kruipt dicht langs het grondoppervlak. Deze produceert tot één meter lange, zwaardvormige, rechtopstaande bladeren en een alleenstaande, rechtopstaande bloemstengel. De vorm van de bloemstengel lijkt op die van het blad. Aan de bloemstengel groeit de bloeikolf, die uit de zijkant van de stengel lijkt te komen. De bloeikolf bestaat uit dicht opeen staande, kleine, geelgroene bloemen. De vruchten zijn rode bessen met meerdere zaden. De plant vermeerdert zich niet alleen via geslachtelijke voortplanting maar kan zich ook via vegetatieve voortplanting vermeerderen door onderaardse uitlopers die uit de wortelstok ontspringen.
De kalmoes komt van nature voor in India en het zuiden van China. De kalmoes komt tegenwoordig ook voor in Europa en Noord-Amerika, waar hij door de mens is ingevoerd. De plant komt voor van de bergen tot in het laagland aan de waterkant van meren, vijvers, sloten en blinde rivierarmen. In Europa komt voornamelijk een triploïde vorm voor die zich alleen via de wortelstokken kan vermeerderen.
De wortelstok kan worden gebruikt in de keuken als smaakmaker van diverse gerechten. Hij kan het beste in kleine hoeveelheden worden geconsumeerd omdat hij in grote hoeveelheden giftig is, en een hallucinogene werking heeft. De wortelstok smaakt bitter en kruidig en heeft een scherpe, aromatische geur. Hij bevat onder andere vitamine C, choline, koolhydraten, plantaardige gom, etherische olie en bitterstoffen.

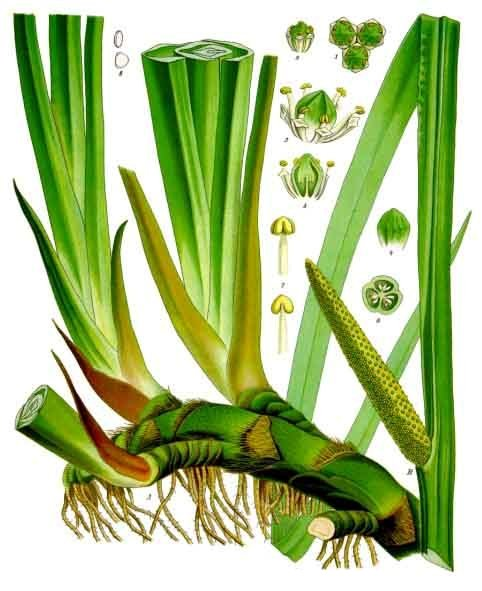
Illustratie van kalmoes

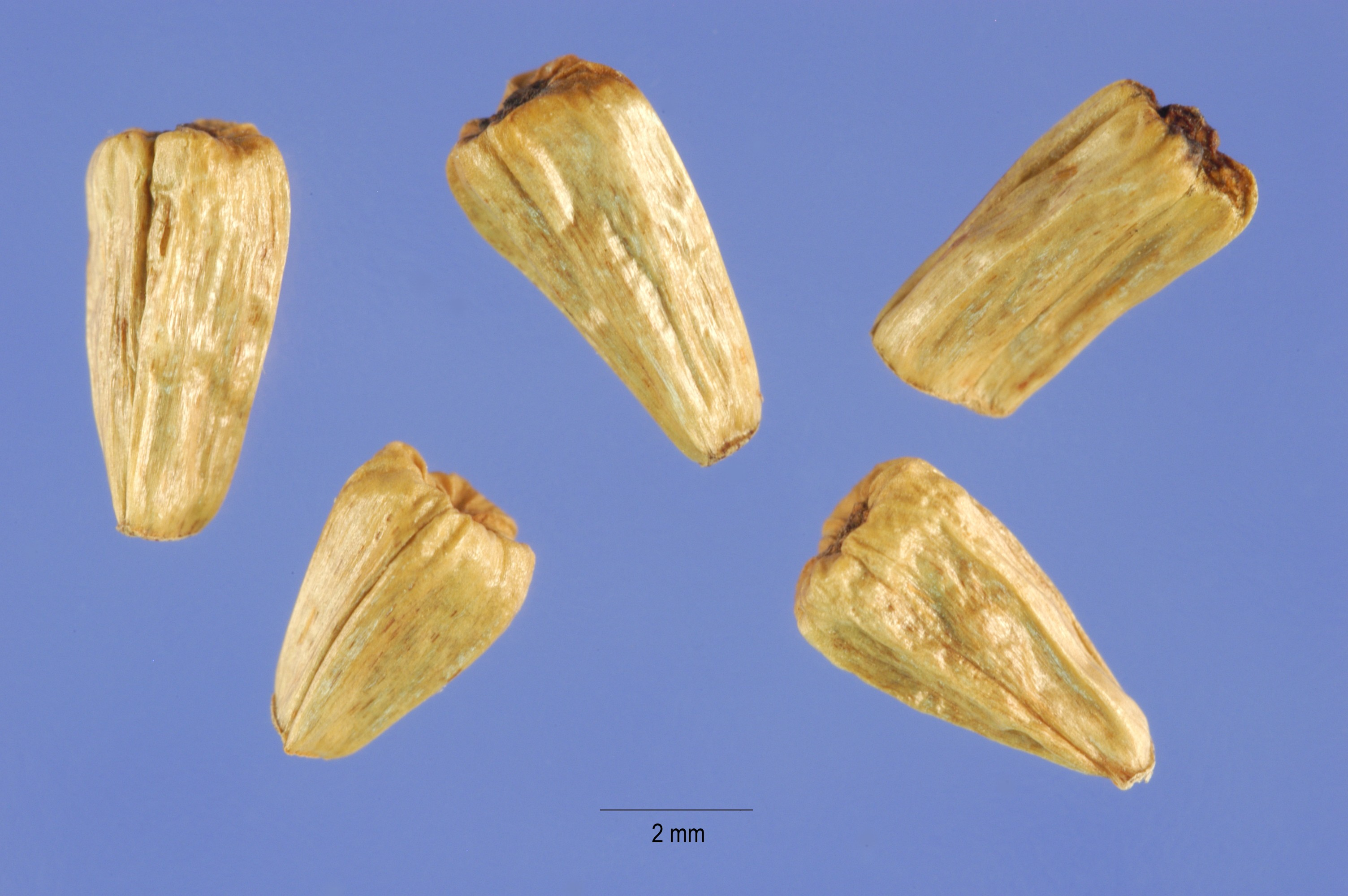
Zaden